# Tveta landskommun, Värmland
För andra landskommuner med detta namn, se Tveta landskommun.
Tveta landskommun var en tidigare kommun i Värmlands län. 

## Administrativ historik
Kommunen inrättades i Tveta socken i Näs härad i Värmland när 1862 års kommunalförordningar trädde i kraft 1863. 
När Säffle stad bildades 1951 inkorporerades Tveta i denna. Området tillhör sedan 1971 Säffle kommun.

## Politik

### Mandatfördelning i valen 1938-1946
| 4 | 13 | 3 |

| 19 |

| 4 | 6 | 5 | 5 |

| 19 |

| 3 | 10 | 7 |

| 19 |